# Fi Gruis
Fi Gruis (φ Gruis, förkortat Fi Gru, φ Gru) som är stjärnans Bayerbeteckning, är en ensam stjärna  belägen i den nordöstra delen av stjärnbilden Tranan. Den har en skenbar magnitud på 5,49 och är synlig för blotta ögat där ljusföroreningar ej förekommer. Baserat på parallaxmätning inom Hipparcosuppdraget på ca 28,2 mas, beräknas den befinna sig på ett avstånd på ca 115 ljusår (ca 35 parsek) från solen.

## Egenskaper
Fi Gruis är en gul till vit stjärna i huvudserien av spektralklass F4 V. Den har en massa som är ca 25 procent större än solens massa, en radie som är omkring dubbelt så stor som solens och utsänder från dess fotosfär ca 7 gånger mera energi än solen vid en effektiv temperatur av ca 6 600 K.